# TVR・Sシリーズ
TVR・Sシリーズとは、イギリスのTVRが1986年に生産していたコンバーチブルである。TVRのヒットモデル。

## 概要
- TVR・400SE/TVR・450SEのワンクラス下のモデル。
- TVR・タスミンのシャーシを流用、トレーリングアームリアサスペンションを組み合わせた。エンジンは、TVR・タスミンなどで使用したフォード製V6エンジンを搭載。
- 1988年にマイナーチェンジ、2.9Lに拡大しS2に進化。
- 1990年にはドア部分を延長、ノーズ形状も変更しS3に進化。